# TwinBee Yahho!
TwinBee Yahho! Fushigi no Kuni de Ōabare!! (ツインビーヤッホー! ふしぎの国で大あばれ!!? "TwinBee Yahoo! Tumulto nel paese delle meraviglie!!") è un videogioco sparatutto a scorrimento verticale, pubblicato dalla Konami come videogioco arcade nel 1995.
Si tratta del terzo ed ultimo capitolo della serie di videogiochi TwinBee. Nel corso dello stesso anno della pubblicazione in versione arcade, il videogioco fu anche convertito per le console PlayStation e Sega Saturn e pubblicato in abbinamento con Detana!! TwinBee, precedente capitolo della serie, con il nuovo titolo Detana! TwinBee Yahho!. In seguito è stato anche reso disponibile in una compilation di giochi per PlayStation Portable chiamata TwinBee Portablee commercializzata nel 2007. Come molti titoli della serie TwinBee, non è stato pubblicato al di fuori del Giappone.
TwinBee Yahho! utilizza dialoghi completamente doppiati e filmati fra un livello di gioco e l'altro in cui viene narrato l'evolversi della storia.

## Storia
In un luogo distante dall'isola Donburi (il posto in cui vivono TwinBee, protagonista del gioco, ed i suoi amici) esiste una isola magica chiamata Land of Wonders. La governatrice di questo posto, la regina Melody, è stata però imprigionata dall'arciduca Nonsense, che vuole utilizzare l'arpa della felicità, un oggetto della regina, dotato di incredibili poteri magici, per sottomettere il mondo ai propri voleri. FLute, una fatina al servizio della regina Melody, riesce però a sfuggire alla prigionia e si reca sull'isola Donburi in cerca dell'aiuto di Twinbee e Winbee.

## Personaggi e doppiatori
| Personaggio                   | Doppiatore        |
| ----------------------------- | ----------------- |
| Light                         | Kappei Yamaguchi  |
| Pastel                        | Hekiru Shiina     |
| Twinbee                       | Mayumi Tanaka     |
| Winbee, Flute                 | Kumiko Nishihara  |
| Ace                           | Hideo Ishikawa    |
| Queen Melody                  | Yuri Amano        |
| Archduke Nonsense, Moth       | Nobuhiko Kazama   |
| Colonel CarKey, General Wanda | Yasunori Masutani |
| Dr. Warumon                   | Yukimasa Kishino  |